# Astragalus shogotensis
Astragalus shogotensis är en ärtväxtart som beskrevs av Dieter Podlech. Astragalus shogotensis ingår i släktet vedlar, och familjen ärtväxter. Inga underarter finns listade i Catalogue of Life.